# Batalla de Hallein
La batalla de Hallein tuvo lugar el 3 de octubre de 1809 durante la rebelión del Tirol.

## La batalla
Victoriosos en la batalla del paso de Lueg, los tiroleses se apoderan de Hallein. El 3 de octubre, Lefevre, con 2.000 soldado ataca las tropas de Stengel . Los tiroleses y salzburgueses comandados por Haspinger son conducidos a las montañas, abandonando sus seis cañones.